# سیران ساقاتلیان
سیران ساقاتلیان (ارمنی: Սեյրան Սաղաթելյան؛ انگلیسی: Seiran Saghatelian؛ ۵ اکتبر ۱۹۹۹ ) بازیکن هاکی روی یخ اهل ارمنستان در پست فوروارد است.

## باشگاهی
از باشگاه‌هایی که در آن بازی کرده است می‌توان به باشگاه هاکی روی یخ اورارتو، BKMA Yerevan اشاره کرد.

## تیم ملی
وی همچنین در تیم ملی هاکی روی یخ مردان ارمنستان بازی کرده است